# Heteropoda mossman
Heteropoda mossman là một loài nhện trong họ Sparassidae.
Loài này thuộc chi Heteropoda. Heteropoda mossman được Hugh Davies miêu tả năm 1994.